# Ludwig Erhard

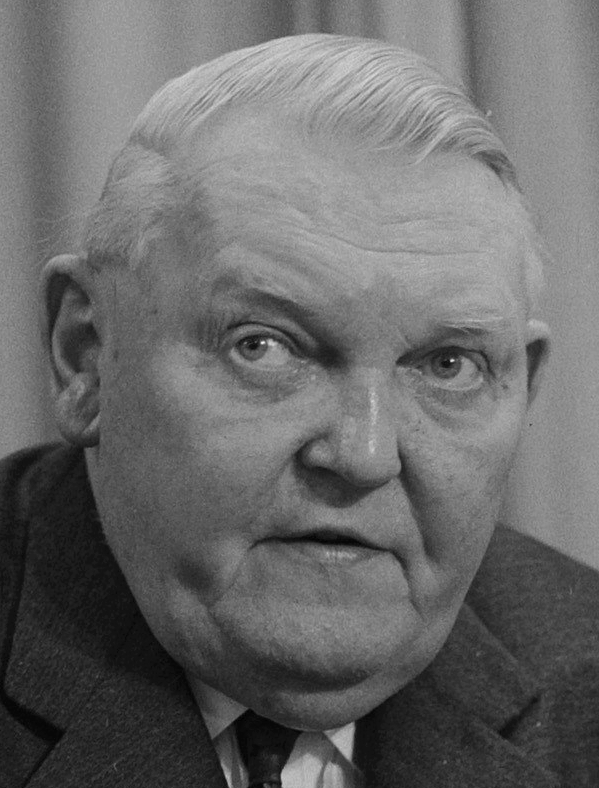
Ludwig Erhard (1964)

Ludwig Wilhelm Erhard (* 4. Februar 1897 in Fürth; † 5. Mai 1977 in Bonn) war ein deutscher Politiker (parteilos, später CDU) und Wirtschaftswissenschaftler. Er war von 1949 bis 1963 Bundesminister für Wirtschaft und von 1963 bis 1966 der zweite Bundeskanzler der Bundesrepublik Deutschland. Von 1957 bis 1963 nahm er zusätzlich die Funktion des Vizekanzlers wahr. 1966 bis 1967 war er als Adenauers Nachfolger der zweite CDU-Bundesvorsitzende.
Erhard wird häufig als Vater des „deutschen Wirtschaftswunders“ angesehen; sein tatsächlicher Anteil am wirtschaftlichen Aufschwung ist allerdings umstritten. Auch wird er oft als Vater des als Soziale Marktwirtschaft bezeichneten Wirtschaftssystems der Bundesrepublik Deutschland bezeichnet, das von ihm als Wirtschaftsminister eingeführt wurde.
Erhard lebte mit seiner Familie von 1953 bis zu seinem Tod in Gmund am Tegernsee (Bayern). Das Zigarrenrauchen war ab 1930 Erhards Markenzeichen.

## Leben und Wirken

### Jugend und Ausbildung

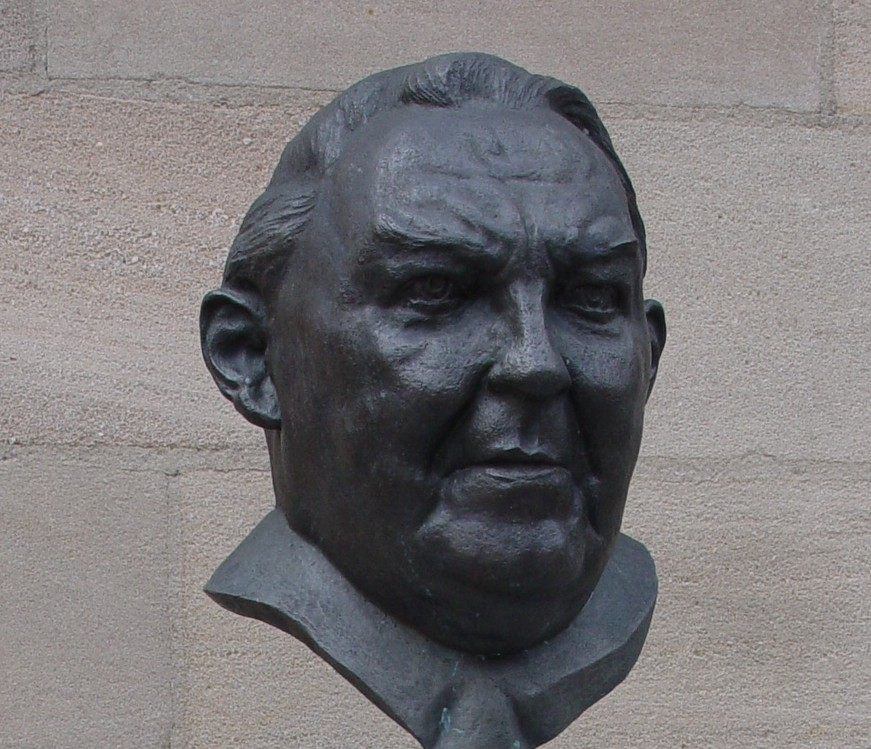
Büste von Ludwig Erhard, aufgestellt in seiner Geburtsstadt Fürth

Ludwig Erhard wurde am 4. Februar 1897 im elterlichen Wohn- und Geschäftshaus Sternstraße 5 in Fürth geboren. Sein Vater war der aus Rannungen stammende katholische Textilwarenhändler und Weißwarengeschäftsbesitzer Wilhelm Philipp Erhard, seine Mutter Augusta (geborene Hassold) war evangelisch. Ludwig war das zweite von vier Kindern, drei Jungen und ein Mädchen, die alle evangelisch getauft wurden. Ein Bruder fiel zu Beginn des Ersten Weltkriegs, ein zweiter starb später. Im Alter von zwei Jahren erkrankte er an spinaler Kinderlähmung; aus dieser Zeit behielt er einen deformierten Fuß. Erhard besuchte in Fürth die Volks- und Realschule; danach begann er eine kaufmännische Lehre bei einem Weißwarenhändler. Im Frühjahr 1916 schloss er diese als Einzelhandelskaufmann ab.

### Militärdienst
Erhard nahm als Soldat der Bayerischen Armee am Ersten Weltkrieg teil: Er war 1916/17 mit dem 22. Feldartillerie-Regiment in Rumänien und 1918 an der Westfront eingesetzt, wo er Ende September 1918 bei Ypern durch eine Handgranate schwer verwundet wurde und erst nach sieben Operationen genesen konnte. Dies habe er körperlich, aber nicht seelisch verarbeitet. Aber auch langes Stehen hinter der Ladentheke im väterlichen Geschäft war ihm nicht mehr möglich.
1919 schied er als Unteroffizier (Wachtmeister) und Offiziersaspirant aus der Armee aus.

### Wissenschaftliche Karriere

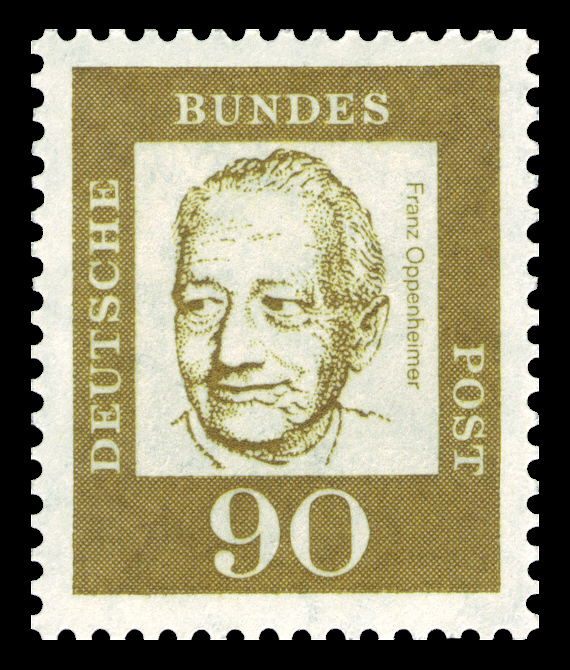
Ludwig Erhard veranlasste die Ergänzungs-Briefmarke der Serie Bedeutende Deutsche der Deutschen Bundespost mit dem Bild seines Doktorvaters Franz Oppenheimer

#### Studium und Assistent bei Vershofen
Von 1919 bis 1922 studierte Erhard ohne Abitur an der damals neu gegründeten Handelshochschule Nürnberg und erwarb einen Abschluss als Diplom-Kaufmann. Anschließend absolvierte er ein Studium der Betriebswirtschaftslehre und der Soziologie an der Universität Frankfurt. Hier wurde er im Dezember 1925 bei Franz Oppenheimer, den er als akademischen Lehrer neben Wilhelm Rieger besonders schätzte, über „Wesen und Inhalt der Werteinheit“ zum Dr. rer. pol. promoviert. Die Dissertation war eine kritische Reflexion zur Arbeitswerttheorie des Doktorvaters, die Note war „Gut“.
Von 1925 bis 1928 arbeitete Erhard als Geschäftsführer im elterlichen Betrieb, der allerdings in Konkurs ging. Danach wurde Erhard Assistent beim Institut für Wirtschaftsbeobachtung der deutschen Fertigware an der Handelshochschule in Nürnberg, das drei Jahre zuvor der Nationalökonom Wilhelm Vershofen gegründet hatte. Vorbild war das amerikanische National Bureau of Economic Research, doch zu dessen deutschem Pendant entwickelte sich bald das Berliner Institut für Konjunkturforschung.

#### Als Publizist
Erhard wirkte vor 1933 als ökonomisch-politischer Publizist. Er schrieb gelegentlich in der linksliberalen Wochenschrift Das Tage-Buch gegen die wirtschaftspolitischen Vorstellungen des mit den Nazis sympathisierenden Hjalmar Schacht und bezog Stellung gegen den Nationalsozialismus und die radikale Rechte. Erhard wandte sich in einem Aufsatz gegen die Wirtschaftspolitik der rechtskonservativen Kräfte und forderte die Regierung auf, den Missbrauch durch Kartelle und Monopole, insbesondere der Investitionsgüterindustrie, zu unterbinden. Er forderte, die Verbrauchsgüterproduktion zu fördern, und trat im Gegensatz zum damals vorherrschenden Protektionismus für eine Wettbewerbswirtschaft und freie Marktpreisbildung ein.

### In der NS-Zeit
Ab 1933 finden sich jedoch Aussagen Erhards, in denen er sich positiv über die nationalsozialistische Zwangskartellierung äußerte, da sie den Schäden des „artfremden Preiskampfes“ vorbeuge, was Erhards Biograf Volker Hentschel als eine nicht unübliche Anpassung an Geist und Sprache der Zeit wertet. Auch Vershofen sah in Kartellen und Preisabsprachen eine positive Maßnahme, die für Anbieter und Nachfrager vorteilhaft sei.

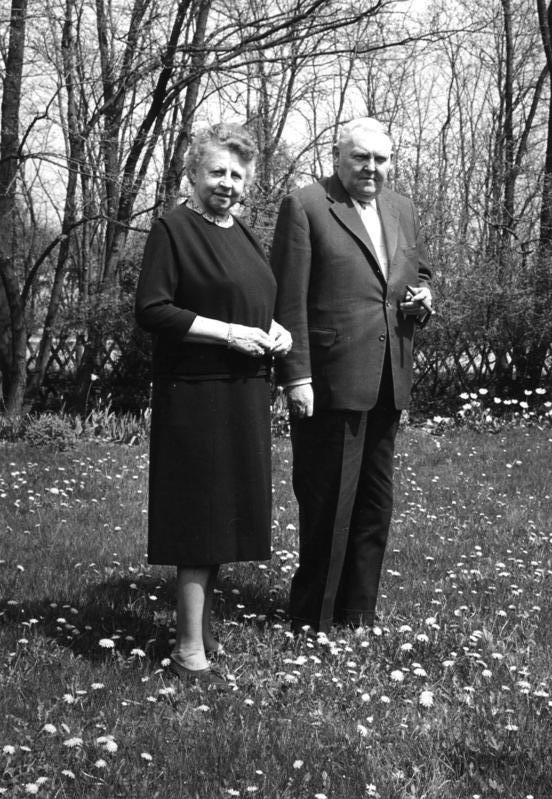
Ludwig Erhard mit seiner Ehefrau Luise (Mai 1963)

#### Redakteur in „Der Markt der Fertigware“
1933 trat Erhard in die Geschäftsführung des von Vershofen geleiteten Instituts ein, wurde Mitgründer und Redakteur der institutseigenen Zeitschrift Der Markt der Fertigware und Chefredakteur der Wirtschaftspolitischen Blätter der deutschen Fertigwarenindustrie, des zweiten Organs des Instituts. Erhard prägte seit 1934 die Geschicke des Nürnberg Institut für Marktentscheidungen wesentlich.
Im Jahr 1935 organisierte Erhard das erste Marketing-Seminar Deutschlands, damals als „Absatzwirtschaftlicher Kurs“ bezeichnet, am Institut für Wirtschaftsbeobachtung (IfW) der Nürnberger Handelshochschule, woraus später die Nürnberger Akademie für Absatzwirtschaft (NAA) und die Gesellschaft für Konsumforschung (GfK e. V.) entstanden.

#### Gescheiterte Honorarprofessur und Habilitation
Seit 1933 wirkte Erhard als Lehrbeauftragter an der Nürnberger Handelshochschule. Im Jahre 1939 scheiterte der Versuch, Erhard zum Honorarprofessor an der Handelshochschule zu machen. Das bayerische Kultusministerium lehnte dies nach einem Gutachten von Karl Rößle ab, da er zu wenige Fachveröffentlichungen vorgelegt hatte, und empfahl Erhard die Habilitation. Sein Versuch, sich mit dem Thema „Die Überwindung der Wirtschaftskrise durch wirtschaftspolitische Beeinflussung“ an der Hochschule, die seit 1931 das Habilitationsrecht besaß, zu habilitieren, hatte keinen Erfolg. Erhard sagte später, die Nationalsozialisten hätten ihn an der Habilitation gehindert. Sein Biograf Hentschel monierte indes die mangelnde Qualität der 141 Seiten umfassenden Habilitationsschrift und stellte fest, dass „Erhard zum wissenschaftlichen Nationalökonomen schlechterdings nicht taugte“.

#### Ausscheiden aus dem Institut
In den Kriegsjahren war Erhard als wirtschaftspolitischer Berater für die Integration der annektierten Gebiete Österreich, Polen und Lothringen tätig, zu der er den Gauleiter Josef Bürckel beriet. Als sich Vershofen 1942 von der Institutsleitung zurückziehen wollte, favorisierte er Erich Schäfer als seinen Nachfolger, gegen den Erhard, der sich selbst als potenziellen Nachfolger gesehen hatte, aber im Gegensatz zu Schäfer kein Mitglied der NSDAP war, heftig opponierte. Daraufhin wurde er von der Handelshochschule mittels einer Kündigungsklage zum Ausscheiden gedrängt.

#### Gründung des Instituts für Industrieforschung und Kriegsende
Im Herbst 1942 gründete Erhard mit finanzieller Unterstützung der Reichsgruppe Industrie das Institut für Industrieforschung, damals ein Ein-Mann-Institut. Dort beschäftigte er sich mit der ökonomischen Nachkriegsplanung und verfasste eine Expertise über Aspekte, die bei der „Verwertung des volksfeindlichen Vermögens“ zu beachten seien. In der von der Reichsgruppe Industrie beauftragten Denkschrift „Kriegsfinanzierung und Schuldenkonsolidierung“ stellte er Überlegungen zum Neuaufbau der Wirtschaft nach dem Krieg an und empfahl u. a. einen Währungsschnitt. Für diese Denkschrift ging Erhard von der Prämisse aus, dass Deutschland den Krieg verlieren würde, was zur damaligen Zeit de jure als Hochverrat gelten konnte, in der Praxis jedoch auch in der NS-Elite weit verbreitet war. Die Endfassung übergab er an SS-Gruppenführer Otto Ohlendorf, der im Reichswirtschaftsministerium seit Ende 1943 die Planungen für die Wirtschaft nach dem Krieg leitete. Ob ein Exemplar der Schrift, das er im Juli 1944 an Carl Friedrich Goerdeler gesandt hatte, in dessen Hände gelangte, ist umstritten. Aus Sicherheitsgründen verlegte Erhard das Institut für Industrieforschung 1944 auf das Gelände der Neuen Baumwollen-Spinnerei in Bayreuth, wo er das Kriegsende erlebte.
Laut dem Historiker Werner Abelshauser erstellte Erhard Gutachten für Regierungsstellen des NS-Staats, unter anderem zu der Frage, wie man das besetzte Polen am besten ausbeutet. Erhard habe sich dagegen gewandt, polnische Arbeiter zu diskriminieren, um ihre Leistungsbereitschaft nicht zu schwächen. Damit habe sich Erhard gegen starke Kräfte im NS-System gestellt, die Polens Bevölkerung auf eine Art Sklavenstatus herunterdrücken wollten. Im Januar 1943 erhielt er das Kriegsverdienstkreuz 2. Klasse im Rahmen seiner Beratertätigkeit.
Negativ beurteilte die Journalistin Ulrike Herrmann Erhards Wirken in dieser Zeit: Er habe sich damals keineswegs bloß eingerichtet als „unpolitischer Professor“, sondern der Naziherrschaft engagiert und willig gedient. Er sei über die Judenverfolgung bestens informiert gewesen und habe von dieser zu profitieren gedacht, indem er Gutachten eingeworben habe. Dieser Bewertung widersprachen die Ökonomen Thomas Mayer, Otmar Issing und der Historiker Daniel Koerfer. Nach Koerfer war Erhard „kein Widerstandskämpfer“, eher „blauäugig“ und „politisch naiv“.

### Politische Tätigkeit ab 1945

#### Erste wirtschaftspolitische Ämter (1945–1949)
Der parteilose Wirtschaftsfachmann gelangte nach dem Krieg rasch in hohe politische Ämter. Ludwig Erhard war einige Monate lang Wirtschaftsreferent in seiner Heimatstadt Fürth, bevor er im Oktober 1945 von der amerikanischen Militärregierung in die von Ministerpräsident Wilhelm Hoegner (SPD) geführte Bayerische Staatsregierung zum Staatsminister für Handel und Gewerbe berufen wurde. Nach den Wahlen im Dezember 1946 wurde er in der neuen Regierung von Ministerpräsident Hans Ehard (CSU) durch Rudolf Zorn (SPD) ersetzt.
1947 leitete Erhard die Expertenkommission Sonderstelle Geld und Kredit bei der Verwaltung der Finanzen der britisch-amerikanischen Bizone und war in dieser Funktion mit der Vorbereitung der Währungsreform betraut. 1947 wurde er Honorarprofessor an der Universität München und 1950 zusätzlich an der Universität Bonn.
Am 2. März 1948 wurde Erhard auf Vorschlag der Liberalen zum Direktor der Verwaltung für Wirtschaft des Vereinigten Wirtschaftsgebietes gewählt und war damit für die Wirtschaftspolitik in den westlichen Besatzungszonen verantwortlich. Erhard wurde erst fünf Tage vor dem geplanten Termin von den West-Alliierten über den Zeitpunkt der bevorstehenden Währungsreform am 20. Juni 1948 informiert. Einen Tag vor der Reform ließ er über den Rundfunk verkünden, Zwangsbewirtschaftung und Preisbindungen seien für einen ersten Bereich industrieller Fertigprodukte aufgehoben.
Die sukzessive Aufhebung von Preisbindungen durch Erhard konzipierte sein Mitarbeiter Leonhard Miksch.
Nachdem sich Teile der CDU Anfang 1947 im Ahlener Programm auf eine wirtschafts- und sozialpolitische Richtung festgelegt hatten, die als „Christlicher Sozialismus“ umschrieben wurde, lud Adenauer Erhard zum Parteitag der CDU in der britischen Zone am 28. August 1948 in Recklinghausen ein, um dort seine Partei erstmals mit dessen Positionen von der Sozialen Marktwirtschaft bekannt zu machen. Diese Düsseldorfer Leitsätze bildeten den Grundsatz des Wahlprogramms der CDU zur Bundestagswahl 1949.
Ludwig Erhard zog zwei Jahrzehnte später im Rückblick das Resümee: „In jenem ersten Wahlkampf waren Soziale Marktwirtschaft und CDU zu einer Identität geworden.“
Erhards Wirtschaftspolitik war zunächst heftig umstritten, da die Lebenshaltungskosten in den ersten vier Monaten nach der Preisfreigabe um 14 Prozent anstiegen, die seit 1939 eingefrorenen Löhne jedoch nicht freigegeben wurden. Die Preiserhöhungen erreichten bis zu 200 %, bei einzelnen Lebensmitteln wie Eiern bis zu 2000 %. Nach Berechnungen des Wirtschaftswissenschaftlichen Instituts der Gewerkschaften in Köln sank durch Erhards Wirtschaftspolitik die Lohnquote von 83 Prozent im Juni 1948 auf 45 Prozent im Dezember desselben Jahres. Im Falle geringer Verdienste reichte das Geld meist nur, die weiterhin noch bewirtschafteten Grundnahrungsmittel einzukaufen. Diese Lage führte im Spätsommer 1948 zu wachsenden sozialen Spannungen mit klassenkämpferischen Akzenten. Für den 12. November 1948 rief der Deutsche Gewerkschaftsbund zum Generalstreik auf, dessen Beteiligung ca. 79 % erreichte. Die Preisfreigabe sorgte andererseits aber dafür, dass viele bisher gehortete oder nur auf dem Schwarzmarkt verkaufte Waren wieder regulär über den Einzelhandel verkauft wurden, das Warenangebot dadurch zunahm.
Konrad Adenauer forderte kurze Zeit nach dem Streik Ludwig Erhard auf, mit allen „zur Verfügung stehenden Mitteln gegen unbegründete Preissteigerungen“ vorzugehen und die „Angleichung zurückgebliebener Löhne und Bezüge an das Preisniveau zu beschleunigen“. Erst ab dem Jahr 1949 gingen die überhöhten Preise langsam wieder zurück. Die Arbeitslosenquote stieg von drei Prozent zur Zeit der Währungsreform auf über zwölf Prozent im März 1950 an.
Als Direktor der Verwaltung für Wirtschaft versuchte Erhard 1949 durch Intervention bei den US-Militärbehörden die Rückgabe der Porzellanfirma Rosenthal Porzellan AG, die von den Nazis „arisiert“ worden war, an die Familie des Unternehmensgründers Philipp Rosenthal zu verhindern. Erhard hatte neben seinem öffentlichen Amt seit 1947 einen mit jährlich 12.000 DM dotierten Beratervertrag mit der Rosenthal AG. Der US-Geheimdienst stufte ihn ab diesem Zeitpunkt als bestechlich ein. Die Ludwig-Erhard-Stiftung bestätigt die Beratungstätigkeit Erhards für Rosenthal schon ab 1940/41.
Erhard war Mitglied der neoliberalen Mont Pèlerin Society. Das Institut für Industrieforschung brachte er nach dem Krieg über mehrere Fusionen in das 1949 gegründete Ifo Institut für Wirtschaftsforschung ein.

#### Abgeordneter
Von 1949 bis zu seinem Tode 1977 war Erhard Mitglied des Deutschen Bundestages. Von 1949 bis 1969 zog er als direkt gewählter Abgeordneter des Wahlkreises Ulm für die CDU ins Parlament ein, 1972 und 1976 über die CDU-Landesliste Baden-Württemberg. Sowohl 1972 als auch 1976 oblag ihm als Alterspräsident die Eröffnung des Deutschen Bundestages.

#### Wirtschaftsminister

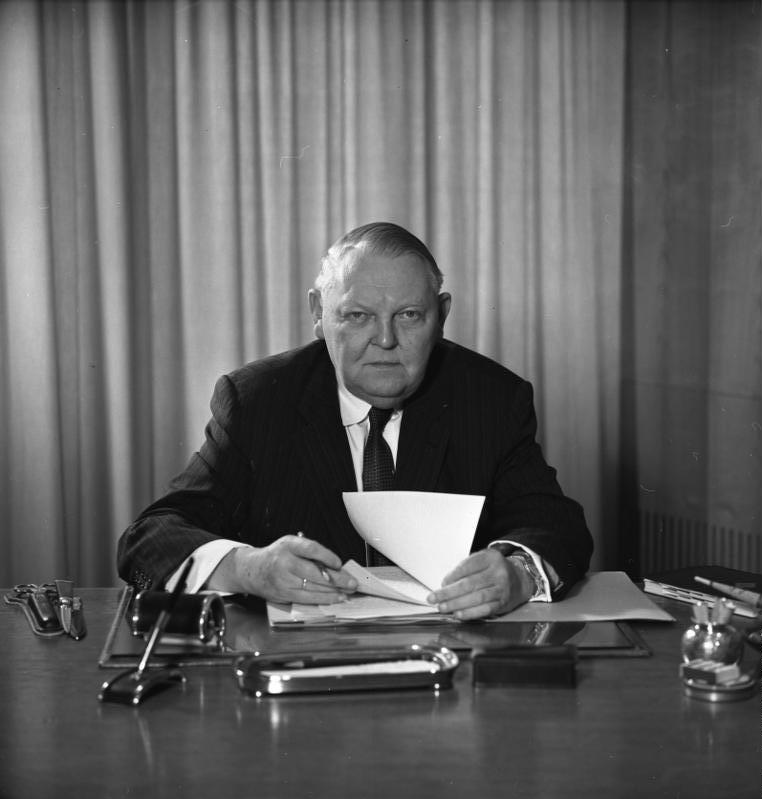
Als Wirtschaftsminister, 25. April 1963

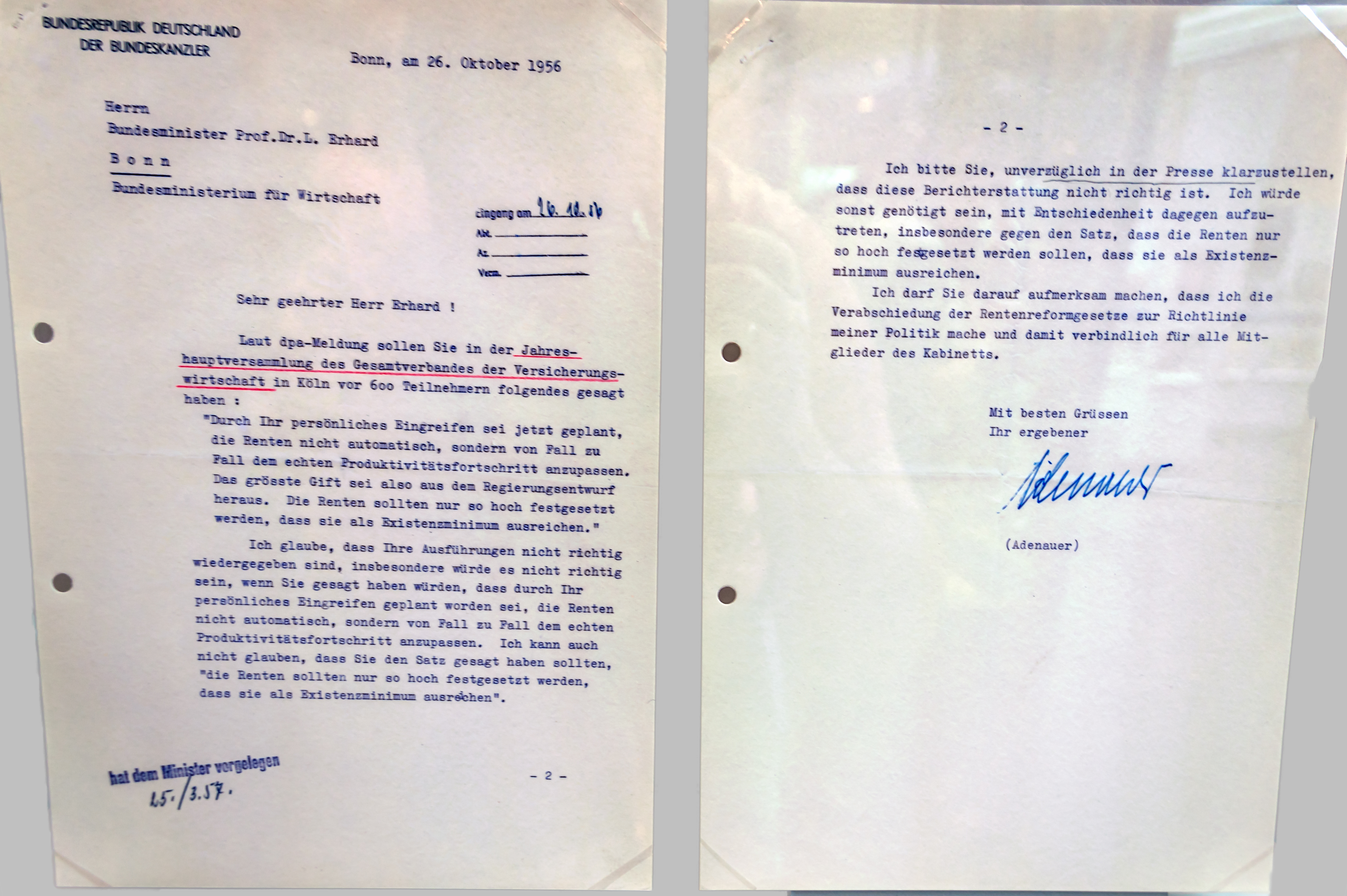
Konrad Adenauer zeigt mit dem Schreiben gegenüber Ludwig Erhard an, dass er in der anstehenden Rentenreformgesetzgebung von seiner Richtlinienkompetenz Gebrauch macht.

Nach der Bundestagswahl 1949 wurde Erhard am 20. September 1949 als Bundesminister für Wirtschaft in die von Bundeskanzler Adenauer geführte Bundesregierung berufen.
Ludwig Erhard gilt als Vertreter des Ordoliberalismus, der im Wesentlichen von Walter Eucken in dessen Werk Grundlagen der Nationalökonomie aus dem Jahr 1939 geprägt wurde. Im Ordoliberalismus kommt dem Staat die Aufgabe zu, einen Ordnungsrahmen für freien Wettbewerb zu erzeugen, in der die Freiheit aller Wirtschaftssubjekte (auch voreinander) geschützt wird. Aus dieser Schule hatten besonders Wilhelm Röpke und Leonhard Miksch unmittelbaren Einfluss auf die Wirtschaftspolitik im ersten Jahrzehnt der Bundesrepublik, jedoch wird der Einfluss von Eucken und Miksch auf Erhard von mancher Seite als eher gering eingeschätzt.
Als zweites wirtschaftspolitisches Konzept hatte die von Alfred Müller-Armack entworfene Soziale Marktwirtschaft grundsätzlichen Einfluss auf die Politik der jungen Bundesregierung, wobei sich allerdings Erhards Auffassung dieses Konzepts von der Müller-Armackschen Auffassung erheblich unterschied.
Die großen Wahlsiege der CDU bei den Bundestagswahlen von 1953 und 1957 waren zum erheblichen Teil der erfolgreichen Strategie zu verdanken, den (tatsächlich internationalen) Wirtschaftsaufschwung im Bürgerbewusstsein mit dem Unionsleitbild der Sozialen Marktwirtschaft zu verknüpfen. In seinem populären Buch Wohlstand für Alle (1957) legte Erhard seine Vorstellungen allgemeinverständlich dar. Er trat für die Liberalisierung des Außenhandels und für die Konvertierbarkeit internationaler Währungen ein, was ihm auch in den eigenen Reihen den Ruf eines Dogmatikers einbrachte.
Weitreichende Entscheidungen aus seiner Zeit als Wirtschaftsminister waren zum Beispiel die Neuordnung des Kartellrechts mit dem Gesetz gegen Wettbewerbsbeschränkungen von 1957 oder das Bundesbankgesetz aus dem gleichen Jahr, mit dem eine von politischen Weisungen unabhängige deutsche Notenbank errichtet wurde. Weiterhin begann Erhard mit der Privatisierung von Unternehmen, die sich bis dahin noch im Staatsbesitz befanden (Preussag AG 1959, Volkswagen AG 1960, VEBA 1965), wobei die Anteile jedes Mal als Volksaktien erworben werden konnten. Diese Aktionen sollten die Vermögensbildung der Privatleute voranbringen.
Vom Beginn seiner Tätigkeit als Minister an sah sich Erhard harter Kritik seitens des Kanzlers ausgesetzt. Adenauers Hauptvorwürfe waren häufige Abwesenheit, mangelnde Kontrolle des Ministeriums und unbedachte Reden. Seine Anhänger wurden scherzhaft „Brigade Erhard“ genannt – nach einer Marineeinheit aus dem Kapp-Putsch von 1920. Einer der Höhepunkte der Differenzen zeigte sich bei der Rentenreform 1957, die Adenauer mit seiner Richtlinienkompetenz als Kanzler durchsetzte. Das seitdem bestehende Umlageverfahren (sogenannter Generationenvertrag) lehnte Erhard als nicht zukunftsfähig ab. Adenauer setzte sich jedoch mit dem bekannten Ausspruch „Kinder kriegen die Leute sowieso“ über diese Bedenken hinweg. Der deutschen Mitbegründung der Europäischen Wirtschaftsgemeinschaft durch Adenauer im gleichen Jahre stand Erhard ebenfalls skeptisch gegenüber. Er sah die wirtschaftliche Integration Europas hauptsächlich in einer Freihandelszone.
Nach der Bundestagswahl 1957 ernannte Adenauer Ludwig Erhard zum Vizekanzler in seinem dritten Kabinett. Am 24. Februar 1959 schlug Adenauer die Kandidatur Erhards für das Amt des Bundespräsidenten vor, was dieser aber am 3. März endgültig ablehnte. Nach der Bundestagswahl 1961 wurde Erhard erneut Vizekanzler und Wirtschaftsminister. Als er 1962 während der Spiegel-Affäre die Kanzlerschaft hätte erringen können, enttäuschte er seine Anhänger durch seine Zögerlichkeit.

#### Bundeskanzler

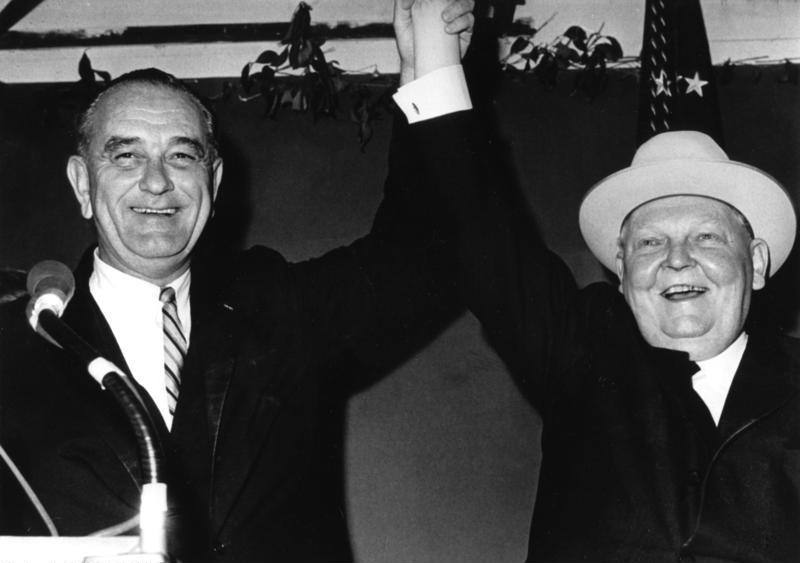
Lyndon B. Johnson und Ludwig Erhard (Dezember 1963)

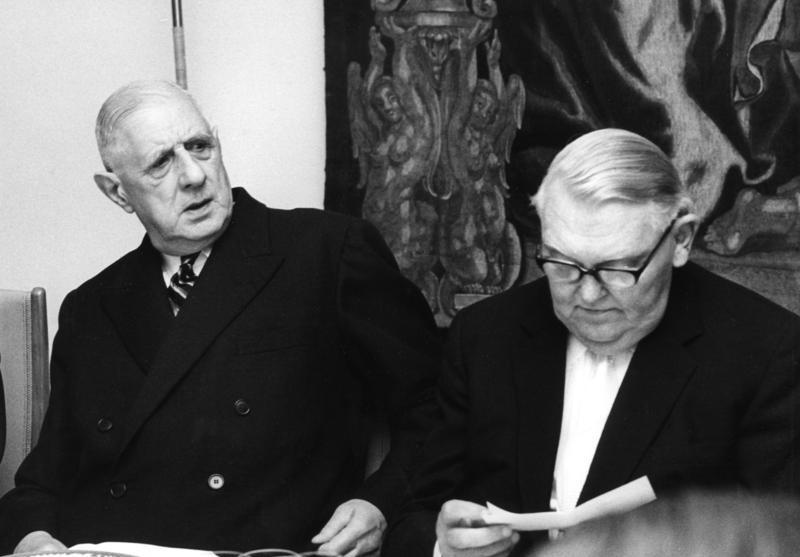
Charles de Gaulle und Ludwig Erhard (1965)

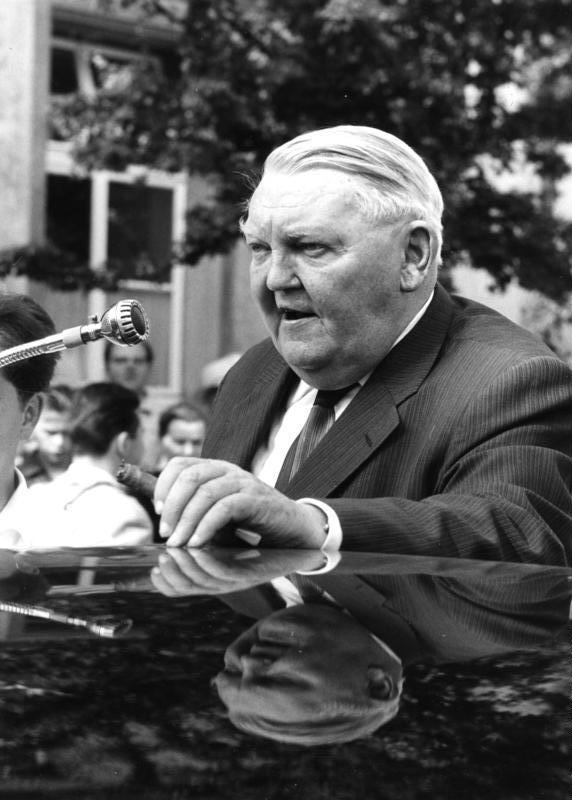
Ludwig Erhard als Wahlkämpfer in Nordrhein-Westfalen 1966 mit Zigarre

Adenauer trat am 15. Oktober 1963 zurück, womit eine Absprache mit dem Koalitionspartner FDP eingelöst wurde. Obwohl er Erhard als seinen Nachfolger abgelehnt haben soll, wurde dieser einen Tag später zum Bundeskanzler gewählt. Vielfach wurde eine Kanzlerschaft Erhards als Zwischenlösung angesehen, um einen Unions-Wahlsieg bei der nächsten Bundestagswahl sicherzustellen.
Mit seinem Außenminister Gerhard Schröder zählte Erhard zu den Atlantikern, die den Beziehungen zu den USA gegenüber denen zu Frankreich Vorrang gaben. Aus den Reihen der CDU warf man ihm deshalb unter anderem vor, er sei für eine Abkühlung der deutsch-französischen Beziehungen verantwortlich.
Erhard veranlasste – ohne formelle Kabinettsentscheidung – die Aufnahme von Verhandlungen zur Herstellung diplomatischer Beziehungen zwischen der Bundesrepublik Deutschland und Israel, die im Mai 1965 abgeschlossen wurden; es war die einzige Richtlinienentscheidung seiner Amtszeit. Nach dem Botschafteraustausch brachen zahlreiche Nahost-Staaten die Beziehungen zur Bundesrepublik ab.
Erhard fuhr bei der Bundestagswahl am 19. September 1965 den bis dahin zweitgrößten Wahlsieg in der Geschichte der Union ein, doch schon bei der Regierungsbildung konnte er seine Ansichten in der CDU/CSU nicht mehr durchsetzen. Um sich zu behaupten und seinen Konkurrenten, den CDU/CSU-Fraktionsvorsitzenden Rainer Barzel, zu bremsen, ließ Erhard sich am 23. März 1966 als Nachfolger Adenauers auch zum Vorsitzenden der CDU wählen.
Erhards Ansehen als Wirtschaftspolitiker wurde erschüttert, als sich im Jahr 1966 die zweite wirtschaftliche Rezession einstellte (nach einer ersten, die unmittelbar auf die Währungsreform von 1948 gefolgt war), die mit steigenden Arbeitslosenzahlen einherging. Die Bezeichnung der Krise als „gewollte Rezession“ durch den damaligen Bundeswirtschaftsminister Kurt Schmücker, Erhards Nachfolger in diesem Amt, entwickelte sich in der Folge zu einem Kampfbegriff, der gegen die Union verwendet wurde.
Erhard hatte im Juli 1966 in Nordrhein-Westfalen seine erste Landtagswahl als Parteivorsitzender zu bestehen. In dem bevölkerungsreichsten Bundesland hatte der Steinkohlenbergbau seit Jahren mit der Kohlekrise zu kämpfen, der sich eine Krise der Stahlindustrie zugesellte. Während des Wahlkampfs waren Erhards öffentliche Auftritte im Ruhrgebiet teilweise von ungewohnten, starken Protesten begleitet, auf die er wenig souverän reagierte. Bei der Wahl am 10. Juli 1966 erhielt die CDU mit 42,8 Prozent der Stimmen 3,6 Prozentpunkte weniger als bei der Wahl 1962, konnte aber zusammen mit der FDP mit sehr knapper Mehrheit erneut die Landesregierung bilden (Kabinett Meyers III). Kurz nach Erhards Rücktritt als Kanzler kam es in Nordrhein-Westfalen zu einem Regierungswechsel: SPD und FDP bildeten das Kabinett Kühn I.
Bei der Landtagswahl in Hessen am 6. November 1966 verlor die dort oppositionelle CDU 2,4 Prozentpunkte.
Eine schwere Belastungsprobe für das deutsch-amerikanische Verhältnis bedeuteten die Verhandlungen über das Devisenausgleichsabkommen (Offset-Abkommen), mit dem die Kosten für die Stationierung der US-Truppen auf deutschem Boden ausgeglichen werden sollten. Während in den ersten beiden, von der Regierung Adenauer abgeschlossenen Abkommen die Erfüllung der Forderungen unter deutschem Haushaltsvorbehalt standen, verpflichtete sich Erhard im Mai 1964 im Nachfolgeabkommen zur vorbehaltlosen Zahlung, in den Augen von Uwe Wesel ein „leichtsinniges Versprechen“. Als Deutschland 1966 die eingegangenen Verpflichtungen nicht termingerecht abwickeln konnte, versuchte Erhard, im September 1966 in Washington bei US-Präsident Lyndon B. Johnson vergeblich Zugeständnisse zu erreichen; die Reise wurde ein „völliger Fehlschlag“. Diese finanzielle Belastung gefährdete, zusammen mit anderen, die Aufstellung des Haushalts für 1967 und trug wesentlich zum Bruch der Regierungskoalition bei. Die nachfolgende Große Koalition konnte das Offset-Problem schließlich im April 1967 mit einer „erstaunlich glatten Regelung“ lösen.
Im Laufe des zweiten Halbjahres 1966 wurde ein dramatischer Autoritätsverlust des Kanzlers deutlich, der auch von den Verbündeten wahrgenommen wurde, führende Unionspolitiker entzogen ihm ihre Unterstützung.
Nachdem die Minister der FDP aus dem Bundeskabinett zurückgetreten waren, weil sie den Ausgleich des bestehenden Haushaltsdefizits durch Steuererhöhungen, wie von Erhard beabsichtigt, ablehnten, bildete Erhard am 27. Oktober 1966 eine Minderheitsregierung aus CDU und CSU, erklärte aber schon sechs Tage später seine Bereitschaft zum Rücktritt. Die CDU/CSU-Bundestagsfraktion wählte daraufhin Kurt Georg Kiesinger, Ministerpräsident von Baden-Württemberg, zum Kanzlerkandidaten, der eine Große Koalition mit der SPD zustande brachte. Erhard trat am 30. November 1966 zurück und Kiesinger wurde am folgenden Tag zu seinem Nachfolger gewählt. Kiesinger sagte am 13. Dezember 1966 in seiner Regierungserklärung, der Bildung dieser Bundesregierung sei „eine lange, schwelende Krise vorausgegangen, deren Ursachen sich auf Jahre zurückverfolgen lassen“.
Ludwig Erhard ließ 1964 im Park des Palais Schaumburg den Kanzlerbungalow als Wohn- und Empfangsgebäude des Bundeskanzlers erbauen.

### Späte Jahre und Privatleben

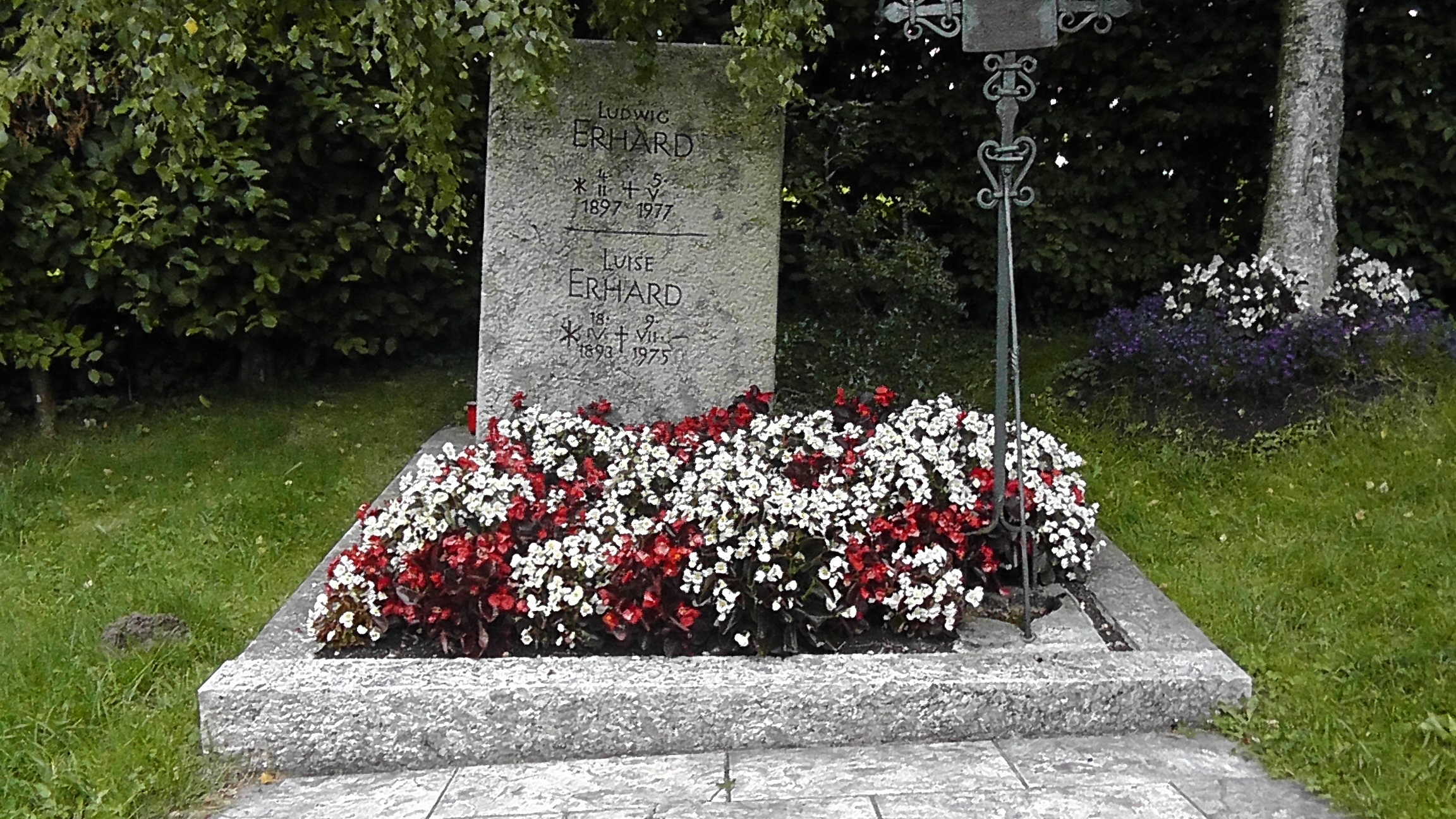
Ludwig Erhards Grabstätte in Gmund am Tegernsee

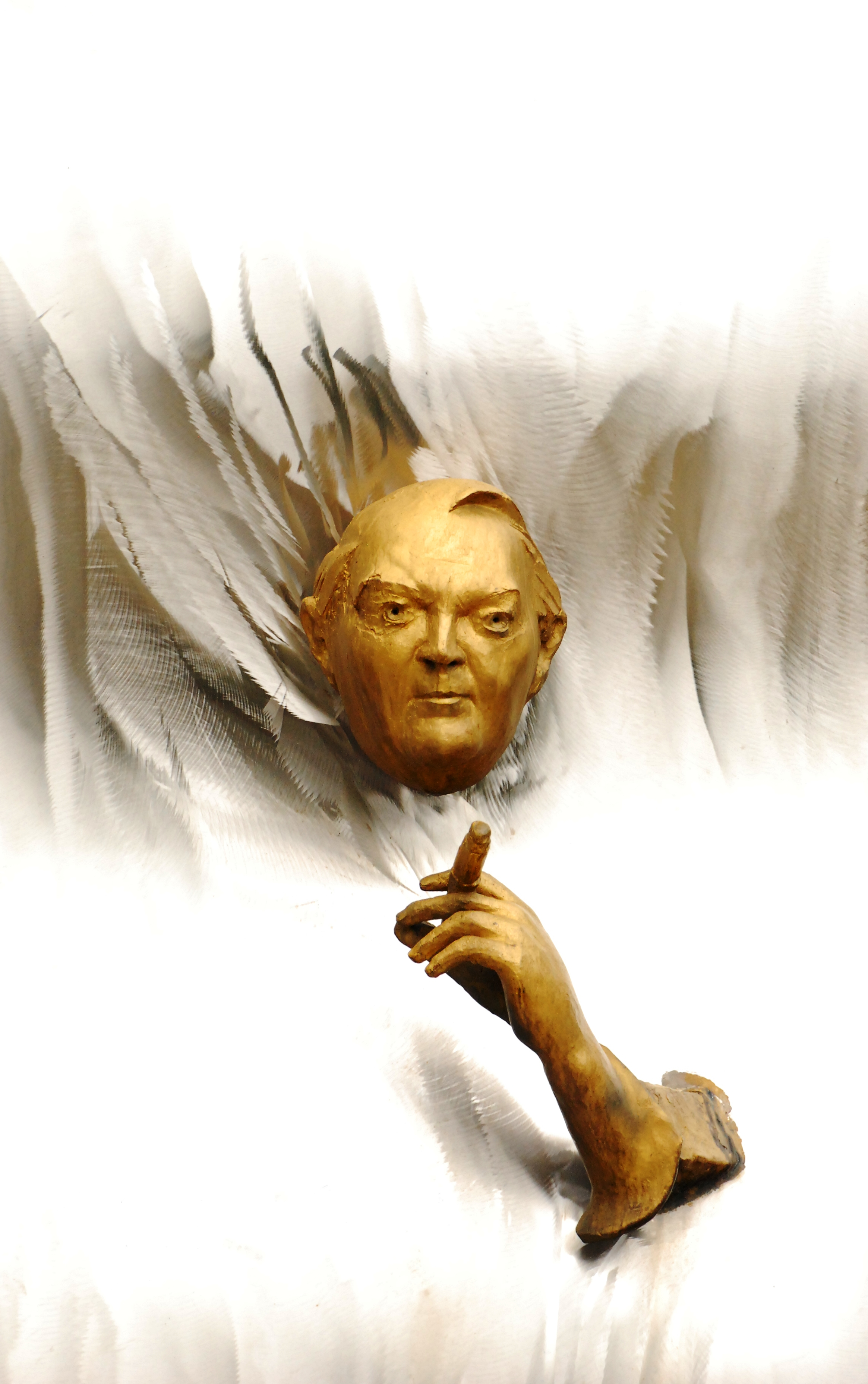
Aluminiumbronze auf Bildnisträger in Edelstahl (2003) von Otto Wesendonck, Gesamthöhe 3 m, Gmund am Tegernsee

Ludwig Erhard blieb nach seiner Zeit als Bundeskanzler noch elf Jahre Bundestagsabgeordneter und war nach den Bundestagswahlen 1972 und 1976 der Alterspräsident des neugewählten Bundestages.
1967 gründete er die Ludwig-Erhard-Stiftung, die seine wirtschaftswissenschaftlichen und Wirtschaftsordnungs-Vorstellungen wissenschaftlich und publizistisch weiter pflegen sollte. Erhard war erster Vorsitzender des Kuratoriums der Hermann Kunst-Stiftung zur Förderung der neutestamentlichen Textforschung (1964–1977), das die Arbeit des Instituts für Neutestamentliche Textforschung in Münster förderte.
Rückblickend äußerte er sich kurz vor seinem Tod zu seinem wirtschaftspolitischen Schaffen, insbesondere zur Unterbindung der Aufblähung des öffentlichen Sektors und der rapide anwachsenden Staatsverschuldung: „Ich habe als Bundesminister 80 Prozent meiner Kraft dazu verwenden müssen, gegen ökonomischen Unfug anzukämpfen, leider nicht durchweg mit Erfolg.“
Ludwig Erhard war seit Dezember 1923 mit der Volkswirtin Luise Schuster (1893–1975), geborene Lotter, aus Langenzenn verheiratet, die verwitwet war und aus erster Ehe eine Tochter hatte. Aus ihrer Ehe mit Ludwig Erhard ging die Tochter Elisabeth Friederike Marie (1925–1996) hervor, die 1952 den Sportfunktionär Hans-Jörg Klotz heiratete.
Erhard starb am 5. Mai 1977 an Herzversagen in Bonn. Am 11. Mai 1977 fand aus Anlass seines Todes ein Staatsakt im Plenarsaal des Deutschen Bundestages statt. Er wurde auf dem Bergfriedhof in Gmund am Tegernsee bestattet. Dort erinnert in der Ortsmitte eine Büste des Bildhauers Otto Wesendonck an den berühmten Bürger.

## Parteimitgliedschaft

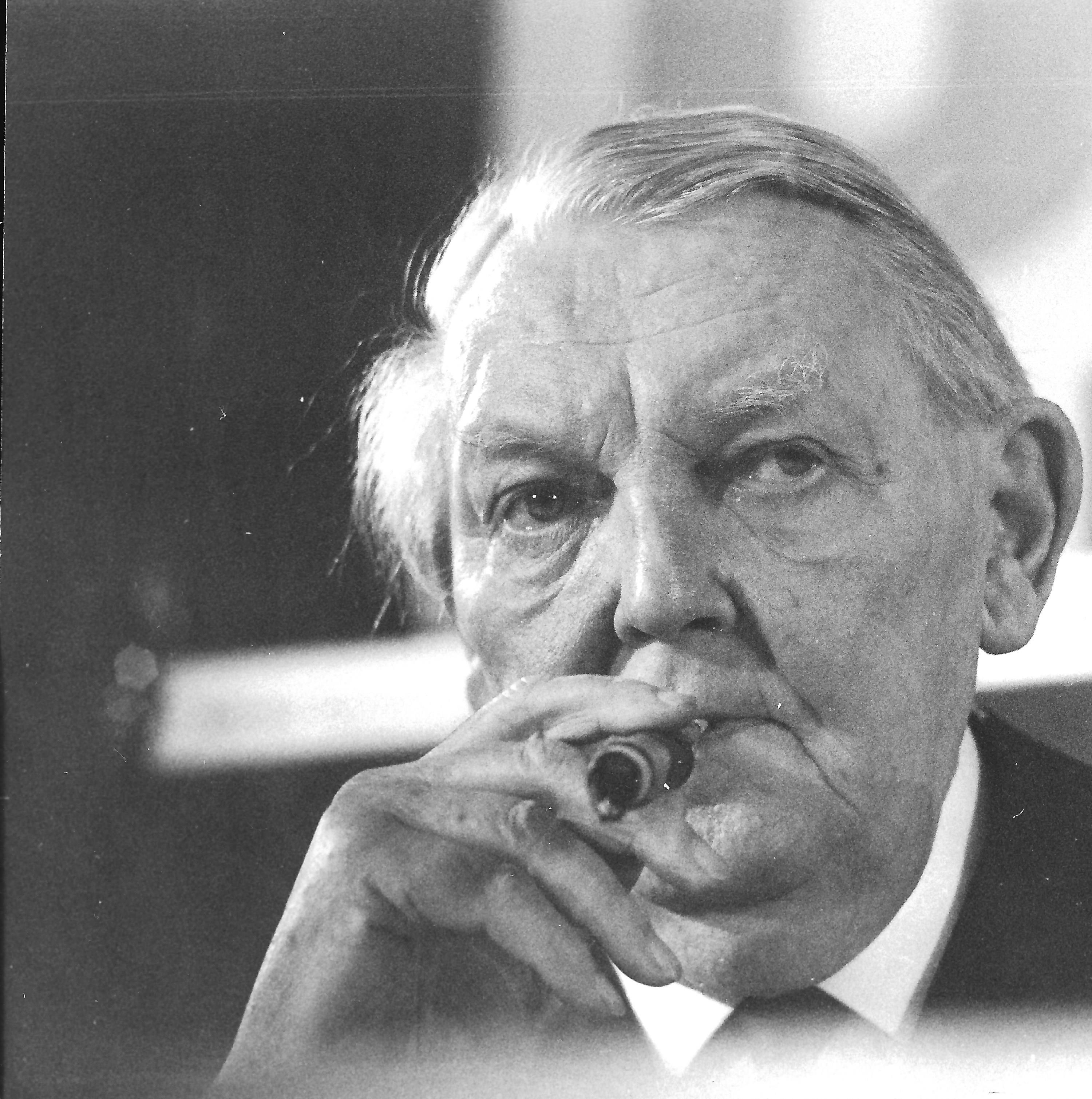
Bundesparteitag 1971

Zu Beginn seiner politischen Laufbahn tendierte Erhard zur FDP, aber deren Vorsitzender Theodor Heuss riet ihm zum Beitritt in eine größere Partei. Auf die Frage nach den Gründen, warum er sich für die CDU entschieden habe, antwortete Erhard:

„Weil es galt, eine liberale, freiheitliche Politik, wie sie mir vorschwebte, in der Praxis zu verwirklichen. Dazu gehörte nicht, dass ich noch einmal eine liberale Partei stärke, sondern es gehörte dazu, dass ich die große Volkspartei, die CDU, für mich, für meinen Gedanken gewinne und dann auch darauf festlege.“

Von März 1966 bis Mai 1967 war er Bundesvorsitzender, ab 1967 Ehrenvorsitzender der CDU. Für einen langjährigen Spitzenpolitiker unüblich ist der Umstand, dass in seiner politischen Laufbahn keine weiteren Parteiämter nachweisbar sind.
Trotz seiner ausschließlich für die CDU erbrachten politischen Tätigkeit seit 1949 ist die Frage der formalen Parteimitgliedschaft Erhards nicht abschließend geklärt.
Im Jahr 2002 erklärte der stellvertretende Leiter des Archivs für Christlich-Demokratische Politik der Konrad-Adenauer-Stiftung, Hans-Otto Kleinmann, dass sich die Frage einer Parteimitgliedschaft für Erhard tatsächlich erst bei seiner Wahl zum CDU-Vorsitzenden gestellt habe, da dieses Amt nur von einem Parteimitglied ausgeübt werden kann. Erhard sei daher 1966 der CDU beigetreten, das Beitrittsdatum sei aber in den Büchern der CDU drei Jahre zurückdatiert und somit formell auf 1963 festgelegt worden. Faktisch wäre Erhard damit aber bei seinem Amtsantritt als Bundeskanzler 1963 parteilos gewesen.
Im Gegensatz dazu erklärte 2007 Horst Friedrich Wünsche, Geschäftsführer der Bonner Ludwig-Erhard-Stiftung, dass Erhard niemals Parteimitglied der CDU gewesen sei, was Kleinmanns Kollege Günther Buchstab bestätigte. Zwar sei beim CDU-Kreisverband Ulm eine auf 1949 rückdatierte Mitgliedskarte aus dem Jahr 1968 nachweisbar, die Erhard aber nicht unterschrieben habe; eine Beitrittserklärung liege nicht vor und geleistete Mitgliedsbeiträge ließen sich nicht nachweisen.
Im Archiv der Ludwig-Erhard-Stiftung gibt es zwei Anfragen, vom 27. November 1956 und vom 14. Februar 1966, des amtierenden CDU-Vorsitzenden Konrad Adenauer an Erhard bezüglich seiner Mitgliedschaft. Auf die zweite Anfrage räumte Erhard unter Verweis auf seine großen Leistungen für die CDU einen „vermeintlichen Schönheitsfehler“ ein, er habe „dem Besitz des Parteibuches keine Beachtung geschenkt …“
Am 13. Februar 1966 berichtete Adenauer – laut Tagebuch seines Sohnes Paul – im Familienkreis, dass Fritz Burgbacher ihm erzählt habe, wie schwierig es gewesen sei, Erhard vor etwa ein bis zwei Jahren als CDU-Mitglied in einem kleinen Ort bei Heidelberg unterzubringen, was ihn eine „schöne Stange Geld gekostet“ habe.
Der Historiker Ulrich Schlie entdeckte im Nachlass von Hans Klein dessen als Ghostwriter geschriebene Autobiografie Erhards. Diese wurde 2024 unter dem Titel Erfahrungen für die Zukunft: Meine Kanzlerzeit veröffentlicht. Im Anhang legt Schlie dar, Erhard sei tatsächlich erst 1968 formal Parteimitglied geworden, in seinem Parteibuch sei der Beitritt jedoch auf das Jahr 1949 zurückdatiert worden.

## Rezeption

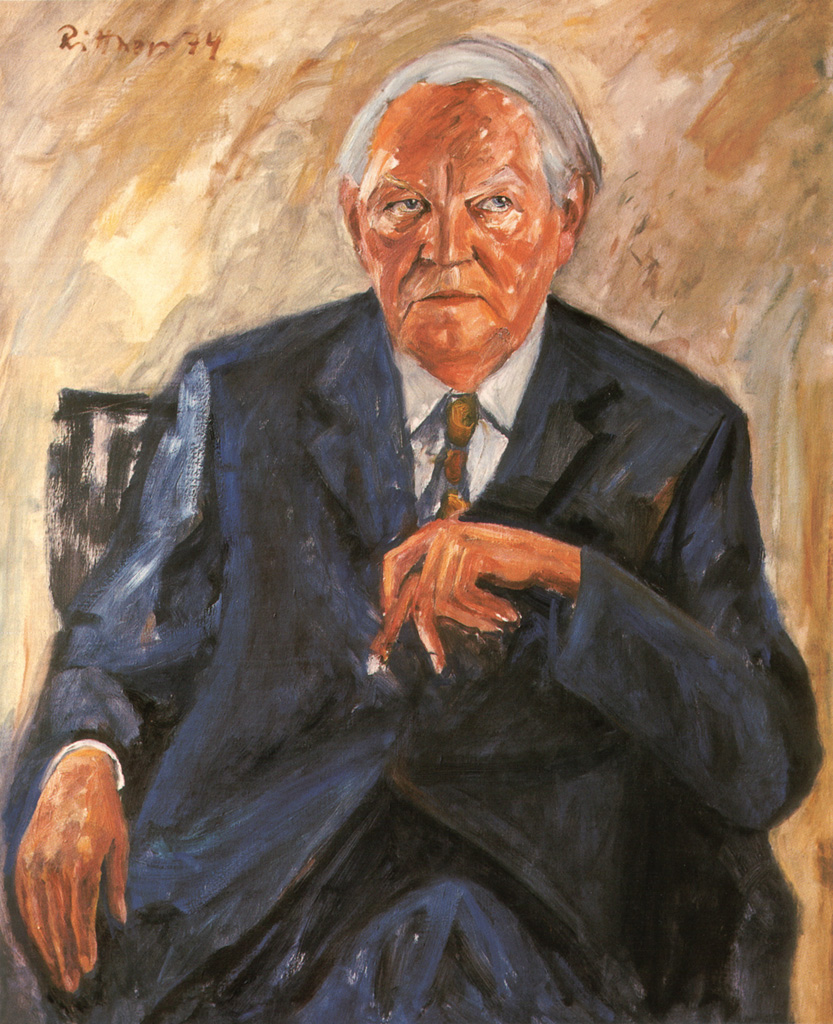
Ludwig Erhard, Porträt von Günter Rittner, 1974, Kanzlergalerie Berlin

Anfangs stieß Erhards Wirtschaftspolitik auf Skepsis und teilweise heftige Kritik. Marion Gräfin Dönhoff kommentierte im Sommer 1948: „Wenn Deutschland nicht schon eh ruiniert wäre, dieser Mann mit seinem vollkommen absurden Plan, alle Bewirtschaftungen in Deutschland aufzuheben, würde das ganz gewiss fertigbringen. Gott schütze uns davor, dass der einmal Wirtschaftsminister wird. Das wäre nach Hitler und der Zerstückelung Deutschlands die dritte Katastrophe.“
Später wurde Erhard einer der beliebtesten Politiker, er galt für viele als Schöpfer des „deutschen Wirtschaftswunders“. Hingegen meint der Historiker Werner Abelshauser, das sogenannte Wirtschaftswunder sei „nicht vom Himmel gefallen“, Deutschland sei schon in der ersten Hälfte des 20. Jahrhunderts auf dem Weg in eine nachindustrielle Gesellschaft gewesen. Erhards Verdienst sei es gewesen, sich Deutschlands hoch entwickelter Ökonomie in den Fünfzigerjahren bedient und diese weltweit erfolgreich gemacht zu haben. Nach Albrecht Ritschl bestehe die große Leistung von Erhard „weniger darin, Reformen gestaltet zu haben – sondern darin, falsche Entscheidungen verhindert zu haben“.
Seine Zeit als Bundeskanzler wird jedoch oft als „glücklos“ gesehen. Das von ihm aufgestellte Leitbild einer „formierten Gesellschaft“, das er im März 1965 auf dem 13. Parteitag der CDU der Partei präsentierte, fand kaum Zustimmung. Sein politisches Scheitern als Kanzler wurde nicht zuletzt darauf zurückgeführt, dass ihm als „Quereinsteiger“ in die Politik Durchsetzungsfähigkeit fehlte und dass sein kollegialer Stil als Führungsschwäche ausgelegt wurde. Das Unbehagen mit seiner Amtsführung wird in einer Reportage aus seinem ersten Amtsjahr im Nachrichtenmagazin Der Spiegel ausgedrückt:

„Der Bundeskanzler gehört zu jenen nur scheinbar dickhäutigen und dickfelligen Pykniker-Typen, die Anerkennung brauchen […] Schon die kühle Brise, die Erhard ab und zu ins Gesicht bläst, seit er die Kommandobrücke im Palais Schaumburg betreten hat, reicht aus, um sein seelisches Gleichgewicht zu stören.“

Auch Erhards Berater Johannes Gross wies auf dessen Schüchternheit und Zögerlichkeit im kleinen Kreis hin; sie stand in einem Kontrast zu dem öffentlich zur Schau gestellten Optimismus in seinen mitreißenden Reden.
Ein oppositionelles politisches Engagement von Intellektuellen empfand Erhard offenbar als Zumutung, das er in problematischer Art und Weise zurückwies: Indem er das literarische Werk des SPD-Wahlkämpfers Günter Grass als „unappetitliche Entartungserscheinungen“ abkanzelte, in ähnlicher Weise Rolf Hochhuth, der das „Wirtschaftswunder“ kritisch beleuchtet hatte, als „Pinscher“.
Wie Adenauer glaubten auch viele andere, er sei als Kanzler ungeeignet. In der neueren historischen Forschung wird insbesondere darauf hingewiesen, dass Adenauer seinen Wirtschaftsminister menschlich ablehnte:

„Adenauers Abneigung gegen Erhard war abgrundtief und absolut. Der betagte Kanzler war sich nicht zu schade, Erhard öffentlich oder hinter dessen Rücken in Parteikreisen anzugreifen. […] Er hasste Erhards lange Monologe zu Wirtschaftsthemen. Er mochte Erhards lässige Kleidung nicht und missbilligte den Zigarrenrauch, mit dem sich Erhard gern einnebelte, ebenso wie die Zigarrenasche, die sich auf seinem Revers ansammelte. Erhards Alkoholkonsum betrachtete er als moralischen Affront. Und schließlich war ihm Erhards Hang zum Selbstmitleid unerträglich.“

Auch Personen aus anderen politischen Lagern berufen sich gelegentlich auf Erhard, so z. B. Sahra Wagenknecht, die an seine Zielvorstellung eines „Wohlstands für alle“ und an seinen Kampf gegen Kartelle erinnert; nur habe er das nicht konsequent zu Ende geführt.

## Werke

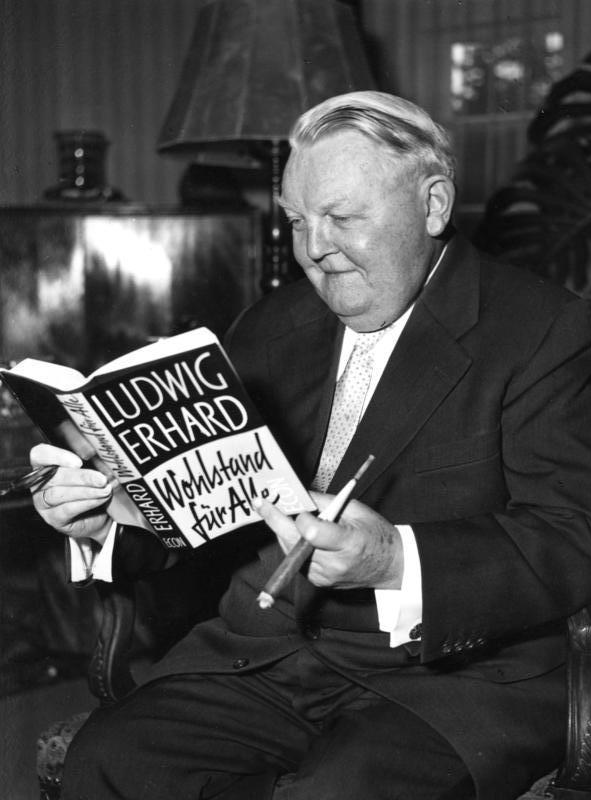
Erhard mit einem Exemplar des Buchs Wohlstand für Alle (1957)

- Wesen und Inhalt der Werteinheit. Dissertation. 1925.
- Kriegsfinanzierung und Schuldenkonsolidierung. Denkschrift. 1944. Propyläen, 1977, ISBN 3-550-07356-9.
- Deutschlands Rückkehr zum Weltmarkt. 1953.
- Wohlstand für Alle 1957. 8. Auflage: 1964.
- Deutsche Wirtschaftspolitik. 1962.
- Hrsg. Presse- und Informationsamt der Bundesregierung: Das Konzept der „Formierten Gesellschaft“ nach Ludwig Erhard. Bonn (1966) Digitalisat
- Grenzen der Demokratie? Düsseldorf 1973.
- Gedanken aus fünf Jahrzehnten. Reden und Schriften. Econ, 1988. 1104 S., ISBN 3-430-12539-1.
- mit Hans Klein: Erfahrungen für die Zukunft. Meine Kanzlerzeit. Econ, 2024[80], ISBN 978-3-430-21116-1.[81]

## Auszeichnungen
- 1943: Kriegsverdienstkreuz 2. Klasse
- 1953: Großkreuz des Verdienstordens der Bundesrepublik Deutschland
- 1955: Großkreuz des Verdienstordens der Italienischen Republik
- 1959: Bayerischer Verdienstorden
- 1960: Großkreuz des Ordens El Sol del Perú (Peru)
- 1961: Großkreuz des Ordens des heiligen Jakob vom Schwert (Portugal)
- 1961: Großkreuz des Ordens de Isabel la Católica (Spanien)
- 1967: Alexander-Rüstow-Plakette
- 1977: Ehrenbürgerschaft der Stadt Ulm

Anlässlich seines 110. Geburtstages im Jahr 2007 wurde eine vom Aachener Bildhauer Wolf Ritz angefertigte Büste im Eingangsbereich des Bundeswirtschaftsministeriums in Berlin aufgestellt.

## Ludwig Erhard als Namensgeber

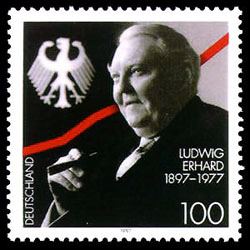
Briefmarke von 1997 aus Anlass des 100. Geburtstags

Die Ludwig-Erhard-Stiftung verleiht seit 1976 die Ludwig-Erhard-Medaille für Verdienste um die Soziale Marktwirtschaft und seit 1977 den Ludwig-Erhard-Preis für Wirtschaftspublizistik
Seit 1997 wird der Ludwig-Erhard-Preis, der Initiative Ludwig-Erhard-Preis e. V., bei der auch die Ludwig-Erhard-Stiftung Mitglied ist, für Spitzenleistungen in der deutschen Wirtschaft verliehen.
Mit dem seit 2003 vergebenen Fürther Ludwig-Erhard-Preis zeichnet der Ludwig-Erhard-Initiativkreis Fürth wirtschaftswissenschaftliche Dissertationen aus, „in denen verstärkt die Faktoren Innovation, Praxisnähe, Realisierbarkeit, wirtschaftlicher Nutzen und die Auswirkungen auf die Menschen in unserer Gesellschaft berücksichtigt sind“.
Seit 2014 wird in Erhards ehemaligen Wohnort Gmund am Tegernsee, der jährlich von der Weimer Media Group organisierte Ludwig-Erhard-Gipfel veranstaltet. Dort wird seit 2017 der Freiheitspreis der Medien vergeben.
In vielen deutschen Städten sind Straßen, Wege, Plätze Brücken oder Schulen nach Ludwig Erhard benannt.
- Ludwig-Erhard-Berufskolleg, Bonn
- Ludwig-Erhard-Brücke, Ulm
- Ludwig-Erhard-Haus, Berlin-Charlottenburg
- Ludwig-Erhard-Schule Pforzheim
- Ludwig-Erhard-Straße, Hamburg

## Erinnerungsstätte
Das Ludwig-Erhard-Zentrum in Fürth zur Erinnerung an sein Leben und Wirken wurde 2018 durch Bundespräsident Frank-Walter Steinmeier und den bayerischen Ministerpräsidenten Markus Söder eingeweiht und zum 70. Jahrestag der Wirtschafts- und Währungsreform von 1948 eröffnet. Erhards Geburtshaus ist Teil des Zentrums, zu dem noch der gegenüber gelegene Neubau gehört. Die Dauerausstellung auf 1400 Quadratmetern informiert auch über historische, wirtschaftliche und politische Themen zu Lebzeiten Erhards und darüber hinaus.

### Biographien
- Volker Hentschel: Ludwig Erhard. Ein Politikerleben. Olzog Verlag, München 1996, ISBN 3-7892-9337-7. Rezension von Fritz Ullrich Fack, Rezension von Yorck Dietrich
- Karl Hohmann: Ludwig Erhard (1897–1977). Eine Biographie. Hrsg. Ludwig Erhard Stiftung, ST Verlag, Düsseldorf 1997 (PDF-Datei, ca. 3 MB). (28-seitige Broschüre eines ehemaligen Ministerialdirektors und Leiter des Kanzlerbüros unter dem Kanzler, Erhard)[93]
- Volkhard Laitenberger: Ludwig Erhard – Der Nationalökonom als Politiker. Muster-Schmidt Verlag Göttingen, Zürich 1986, ISBN 3-7881-0126-1.
- Bernhard Löffler: Ludwig Erhard. In: Katharina Weigand (Hrsg.): Große Gestalten der bayerischen Geschichte. Herbert Utz Verlag, München 2011, ISBN 978-3-8316-0949-9.
- Alfred C. Mierzejewski: Ludwig Erhard – der Wegbereiter der sozialen Marktwirtschaft. Aus dem Englischen. Siedler, München 2005, ISBN 3-88680-823-8. (englische Ausgabe Chapel Hill, the University of North-Carolina Press, 2004.) Rezensionsausschnitte bei perlentaucher.de, Rezension von Gabriele Metzler, Rezension von Philip Plickert, Rezension von Werner Bührer, Rezension von Hubert Leber

### Über Erhard und Adenauer
- Daniel Koerfer: Kampf ums Kanzleramt – Erhard und Adenauer. DVA, Stuttgart 1987, ISBN 3-421-06372-9.
- Andreas Metz: Die ungleichen Gründerväter: Adenauers und Erhards langer Weg an die Spitze der Bundesrepublik. UVK, Konstanz 1998, ISBN 3-87940-617-0.

### Kanzlerschaft und Wirtschaftspolitik
- Erwin von Beckerath, Fritz W. Meyer, Alfred Müller-Armack (Hrsg.): Wirtschaftsfragen der freien Welt. [Zum 60. Geburtstag von Bundeswirtschaftsminister Ludwig Erhard]. Knapp Verlag, Frankfurt am Main 1957.
- Jan Berwid-Buquoy: Der Vater des deutschen Wirtschaftswunders – Ludwig Erhard. Zitate, Analysen, Kommentare. Aus dem Tschechischen, BI-HI-Verlag, Berlin 2004, ISBN 3-924933-06-5.
- Christian Gerlach: Ludwig Erhard und die „Wirtschaft des neuen deutschen Ostraums“. Ein Gutachten aus dem Jahr 1941 und Erhards Beratertätigkeit bei der deutschen Annexionspolitik 1938–43. In: Matthias Hamann, Hans Asbeck (Hrsg.): Beiträge zur Geschichte des Nationalsozialismus. Heft 13: Halbierte Vernunft und totale Medizin. Schwarze Risse Verlag, Berlin 1997, ISBN 3-924737-30-4, S. 241–276.
- Manfred Hahn: Hinweise auf Literatur über die „Formierte Gesellschaft“. In: Das Argument, Berliner Hefte für Probleme der Gesellschaft. 10. Jg. Oktober 1968. Heft 4/5, S. 300–308.
- Volker Hentschel: Ludwig Erhard, die „soziale Marktwirtschaft“ und das Wirtschaftswunder. Historisches Lehrstück oder Mythos? Bouvier Verlag, Bonn 1998, ISBN 3-416-02761-2, Rezension von Frank Decker, Rezension von Yorck Dietrich
- Peter Hoeres: Außenpolitik und Öffentlichkeit. Massenmedien, Meinungsforschung und Arkanpolitik in den deutsch-amerikanischen Beziehungen von Erhard bis Brandt. (= Studien zur Internationalen Geschichte. Band 32). de Gruyter Oldenbourg, München 2013.
- Reinhard Neebe: Weichenstellung für die Globalisierung: deutsche Weltmarktpolitik, Europa und Amerika in der Ära Ludwig Erhard. Böhlau Verlag, Köln / Weimar / Wien 2004, ISBN 3-412-10403-5 (Habilitation Universität Bielefeld 2003).

### Rezeption über Erhards Wirtschaftspolitik
- Ulrike Herrmann: Deutschland, ein Wirtschaftsmärchen. Warum es kein Wunder ist, dass wir reich geworden sind. Westend Verlag, Frankfurt am Main 2019, ISBN 978-3-86489-263-9, S. 53–80. (Rezension von Christian Rickens im Handelsblatt vom 5. Dezember 2019.)
  - gekürzter Auszug daraus: Ein Profiteur der Nazis. In: taz 19. September 2019.
- Georg Möllers: Ludwig Erhards Plädoyer für die „Sozial verpflichtete Marktwirtschaft“. Der Zweite Zonenparteitag der CDU in Recklinghausen 1948. In: Vestischer Kalender 2024, S. 228–234.
- Karl Heinz Roth: Das Ende eines Mythos. Ludwig Erhard und der Übergang der deutschen Wirtschaft von der Annexions- zur Nachkriegsplanung (1939 bis 1945). Band I. 1939 bis 1943. In: 1999. Zeitschrift für Sozialgeschichte des 20. und 21. Jahrhunderts. 10, 1995, Nr. 4, ISSN 0930-9977, S. 53–93.
- Karl Heinz Roth: Das Ende eines Mythos. Ludwig Erhard und der Übergang der deutschen Wirtschaft von der Annexions- zur Nachkriegsplanung (1939 bis 1945). Band II. 1943 bis 1945. In: 1999. Zeitschrift für Sozialgeschichte des 20. und 21. Jahrhunderts. 13, 1998, Nr. 1, ISSN 0930-9977, S. 92–124.